# Pinus taiwanensis
Espèce
Statut de conservation UICN

 LC  : Préoccupation mineure
Pinus taiwanensis est une espèce de conifères de la famille des Pinaceae.

## Répartition

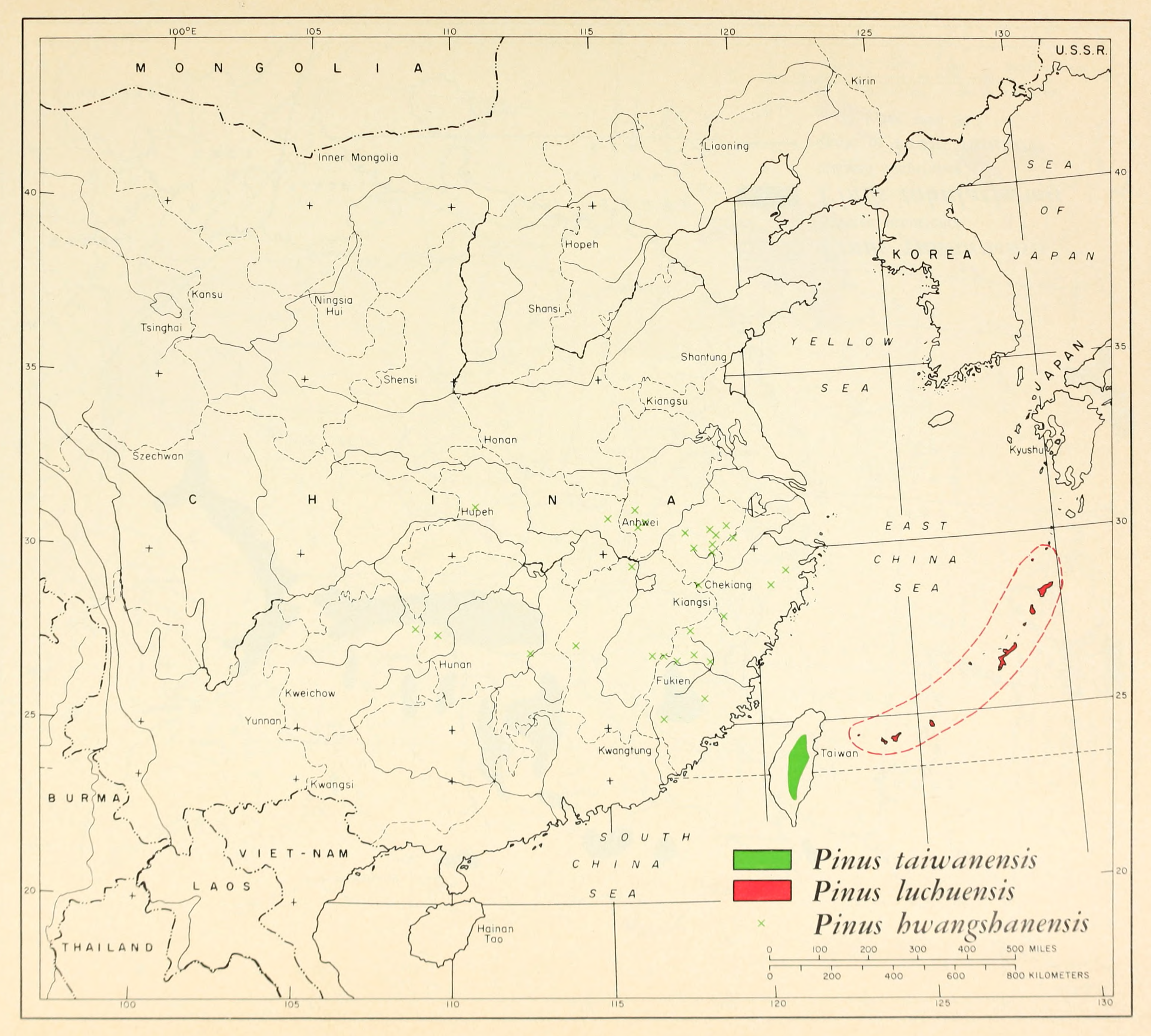
Carte de répartition (en vert) de Pinus taiwanensis (en rouge : Pinus luchuensis.

Pinus luchuensis se trouve dans le centre de l’île de Taïwan.

## Liste des variétés
Selon Catalogue of Life (8 août 2014) et World Checklist of Selected Plant Families (WCSP) (8 août 2014) :
- variété Pinus taiwanensis var. fragilissima (Businský) Farjon (2010)
- variété Pinus taiwanensis var. taiwanensis

Selon The Plant List (8 août 2014) :
- variété Pinus taiwanensis var. damingshanensis W.C.Cheng & L.K.Fu

Selon Tropicos (8 août 2014) (Attention liste brute contenant possiblement des synonymes) :
- variété Pinus taiwanensis var. damingshanensis W.C. Cheng & L.K. Fu
- variété Pinus taiwanensis var. taiwanensis